# Reichsgau Sudetenland
Il Reichsgau Sudetenland fu una divisione amministrativa della Germania nazista dal 1939 al 1945. Comprendeva la regione settentrionale del territorio dei Sudeti, che fu annesso a spese della Cecoslovacchia secondo l'Accordo di Monaco del 30 settembre 1938. Il Reichsgau era guidato dall'ex leader del partito tedesco dei Sudeti, poi funzionario del partito nazista Konrad Henlein come Gauleiter e Reichsstatthalter. Dall'ottobre 1938 al maggio 1939 fu la suddivisione regionale del partito nazista in quella zona, anche sotto la guida di Henlein. La capitale amministrativa era Reichenberg, l'attuale Liberec.

## Storia
Nel corso dell'occupazione tedesca della Cecoslovacchia, il 30 settembre 1938 i capi di governo di Regno Unito, Francia, Italia e Germania firmarono l'Accordo di Monaco, in assenza dei rappresentanti cecoslovacchi, che impose la cessione della regione dei Sudeti alla Germania. Il 1º ottobre, le forze d'invasione della Wehrmacht occuparono il territorio. I nuovi confini cecoslovacco-tedeschi furono ufficialmente fissati in un successivo trattato il 21 novembre 1938. Di conseguenza, la Repubblica cecoslovacca perse circa un terzo della sua popolazione, la sua più importante area industriale e anche le sue estese fortificazioni di confine.
Inizialmente, l'esercito tedesco (Heer) istituì un'amministrazione civile: il 30 ottobre 1938, Konrad Henlein fu nominato Gauleiter e Reichskommissar dei Sudeti. Il Partito Tedesco dei Sudeti confluì nel Partito Nazista, mentre tutti gli altri partiti politici furono banditi. La popolazione ceca dovette accettare la cittadinanza tedesca oppure fu trasferita con la forza nello stato cecoslovacco, che a sua volta dal 15 marzo 1939 fu occupato dalla Germania e incorporato come "Protettorato di Boemia e Moravia".
Dopo la proclamazione del Protettorato di Boemia e Moravia, il Reichsgau fu formalmente istituito per legge il 25 marzo 1939, in vigore dal 15 aprile, i confini furono adeguati e la struttura amministrativa fu fissata il 1º maggio. Konrad Henlein fu nominato Reichsstatthalter. La capitale amministrativa fu Reichenberg (oggi Liberec). Le aree più piccole a est, come la regione di Hlučín, furono cedute alla provincia prussiana della Slesia, mentre i territori dei Sudeti occidentali e meridionali furono annessi al Gau Bayreuth bavarese e al Reichsgaue austriaco Oberdonau e Niederdonau. Dopo la sconfitta della Germania nella seconda guerra mondiale, lo stato cecoslovacco fu ristabilito e la popolazione tedesca dei Sudeti fu espulsa.

### Olocausto
Il campo di concentramento di Theresienstadt si trovava nel Protettorato di Boemia e Moravia, vicino al confine con il Reichsgau Sudetenland. Fu progettato per raccogliere la popolazione ebraica dal Protettorato e spostarla gradualmente nei campi di sterminio, e nel stesso tempo detenere anche gli ebrei dell'Europa occidentale e tedeschi. Sebbene non fosse organizzato come campo di sterminio, le condizioni dure e antigieniche provocarono comunque la morte di 33 000 dei 140 000 ebrei deportati nel campo mentre altri 88 000 furono portati negli altri campi di sterminio, solo 19 000 sopravvissero.

## Gauleiter
- Konrad Henlein: dal 30 ottobre 1938 all'8 maggio 1945

## Amministrazione

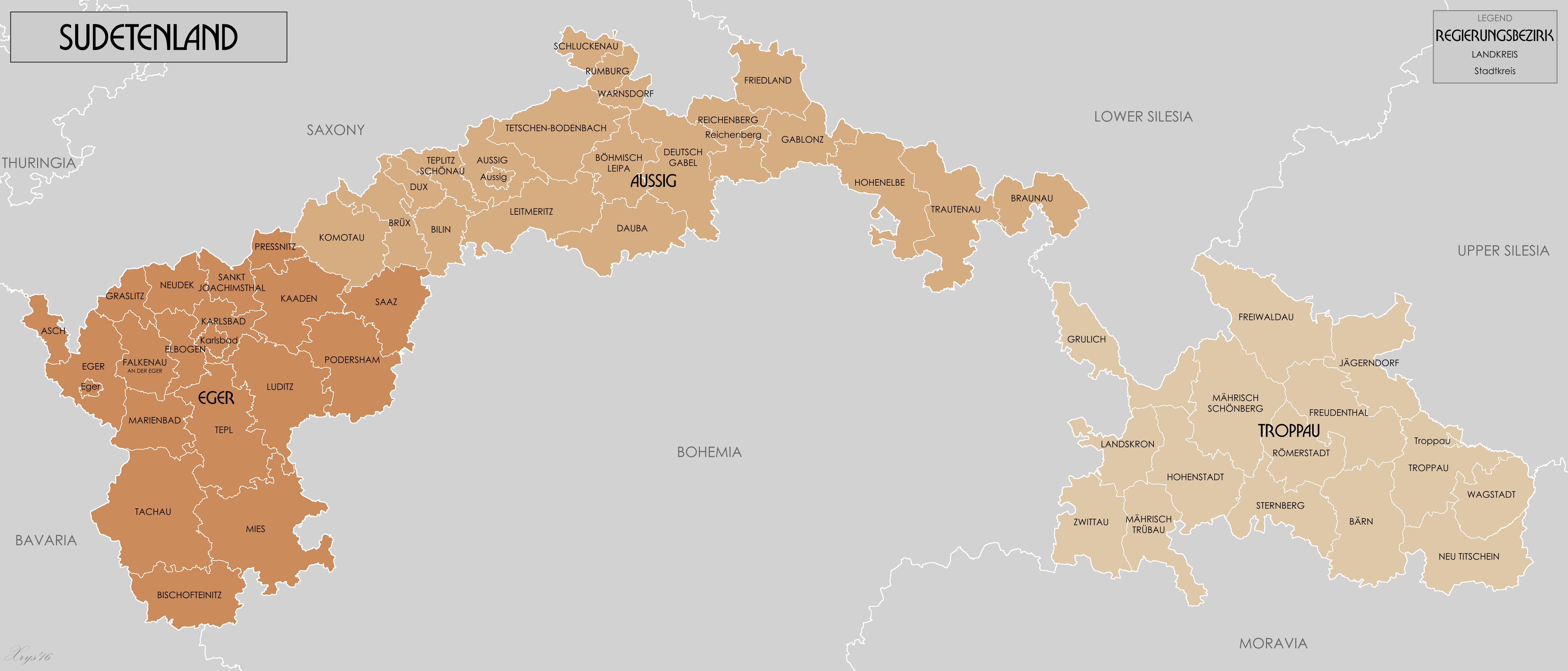
divisioni amministrative

Il Reichsgau Sudetenland era diviso in tre Regierungsbezirk. Questi erano suddivisi in 58 distretti (Kreise), in gran parte corrispondenti agli ex okresy cecoslovacchi:

### Regierungsbezirk Aussig
Presidente:
- 1939–1945: Hans Krebs

#### Distretti urbani
- Aussig
- Reichenberg

#### Distretti rurali
- Aussig
- Bilin
- Böhmisch Leipa
- Braunau
- Brüx
- Dauba
- Deutsch Gabel
- Dux
- Friedland (Isergebirge)
- Gablonz an der Neiße
- Hohenelbe
- Komotau
- Leitmeritz
- Reichenberg
- Rumburg
- Schluckenau
- Teplitz-Schönau
- Tetschen-Bodenbach
- Trautenau
- Warnsdorf

### Regierungsbezirk Eger
Presidente:
- 1939–1940: Wilhelm Sebekovsky
- 1940–1945: Karl Müller

#### Distretti urbani
- Eger
- Karlsbad

#### Distretti rurali
- Asch
- Bischofteinitz
- Eger
- Elbogen
- Falkenau an der Eger
- Graslitz
- Kaaden
- Karlsbad
- Luditz
- Marienbad
- Mies
- Neudek
- Podersam
- Presnitz
- Saaz
- Sankt Joachimsthal
- Tachau
- Tepl

### Regierungsbezirk Troppau
Presidente:
- 1939–1943: Friedrich Zippelius
- 1943–1945: Karl Ferdinand Edler von der Planitz

#### Distretti urbani
- Troppau

#### Distretti rurali
- Bärn
- Freiwaldau
- Freudenthal
- Grulich
- Hohenstadt
- Jägerndorf
- Landskron
- Mährisch Schönberg
- Mährisch Trubau
- Neu Titchin
- Romerstadt
- Sternberg
- Troppau
- Wagstadt
- Zwittau

### Approfondimenti
- Arnold Suppan, The Reichsgau Sudetenland, in Hitler–Beneš–Tito: National Conflicts, World Wars, Genocides, Expulsions, and Divided Remembrance in East-Central and Southeastern Europe, 1848–2018, Vienna, Austrian Academy of Sciences Press, 2019,  pp. 475-484, ISBN 978-3-7001-8410-2, JSTOR j.ctvvh867x.